# Baojun 530
Il Baojun 530 (in cinese: 宝 骏 530) è un'autovettura prodotta dalla casa automobilistica cinese Baojun dal 2017.
La vettura costruita dalla prodotto da SAIC-GM-Wuling (SGMW), è un crossover SUV compatto a 5-7 posti presentato al salone di Guangzhou 2017. La Baojun 530 riprende il design della più piccola Baojun 510 e sostituisce la 560, con quest'ultima che è rimasta in vendita come alternativa più economica. Il crossover è un esempio di una vasta ingegneria dei badge; è stato commercializzato con quattro marchi diversi in mercati diversi.